# Hajdin Salihu
Hajdin Salihu (Podujevo, 18 gennaio 2002) è un calciatore kosovaro, difensore del LNZ Čerkasy.

## Caratteristiche tecniche
È un difensore centrale.

## Carriera

### Club
Ha giocato nella prima divisione del campionato kosovaro, del campionato croato ed in quello ucraino.

### Nazionale
Vanta 11 presenze con le rappresentative giovanili kosovare.